# Heinrich II. von Stühlingen
Heinrich II. von Stühlingen (* um 1100 in Burg Stühlingen; † 23. Februar 1165 in Würzburg) war von 1159 bis 1165 Bischof von Würzburg.

## Herkunft
Heinrich II. stammte aus dem Adelsgeschlecht der Grafen von Lupfen in der Landgrafschaft Stühlingen.

## Leben
Heinrich II. war zunächst Straßburger Domkanoniker und wurde am 5. Oktober 1159 vom Mainzer Bischof Arnold von Selenhofen zum Bischof geweiht.
Als er 1161 vor dem Problem stand, seine Kontingente für den Zug Friedrich Barbarossas nach Mailand zu finanzieren, und die Mittel des Bistums beschränkt waren, wandte er sich an das Domkapitel, wodurch dieses gezwungen war, zwischen dem finanziellen Ruin und der Ungnade des Kaisers abzuwägen. Heinrich II. lieh sich daraufhin Geld bei den Juden und den Klöstern Ebrach und Wechterswinkel. Im Streit des Kaisers mit Papst Alexander III. blieb er an der Seite Friedrichs. Durch sein Engagement in der Reichspolitik, das seine Abwesenheit im Bistum durch seinen Aufenthalt in Italien zur Folge hatte, hat er in Würzburg kaum Spuren hinterlassen. Allerdings entstanden unter ihm, wie auch schon in der Vergangenheit praktiziert, Fälschungen von Königsurkunden mit Bezugnahme auf Heinrich II., Konrad II. und Heinrich III., die die Legitimation des Hochstiftes als Nachfolger des Herzogtums Ostfranken unterstreichen sollten. In dieser Zeit trat auch Johannes von Würzburg in Erscheinung.